# Nowa Andaluzja

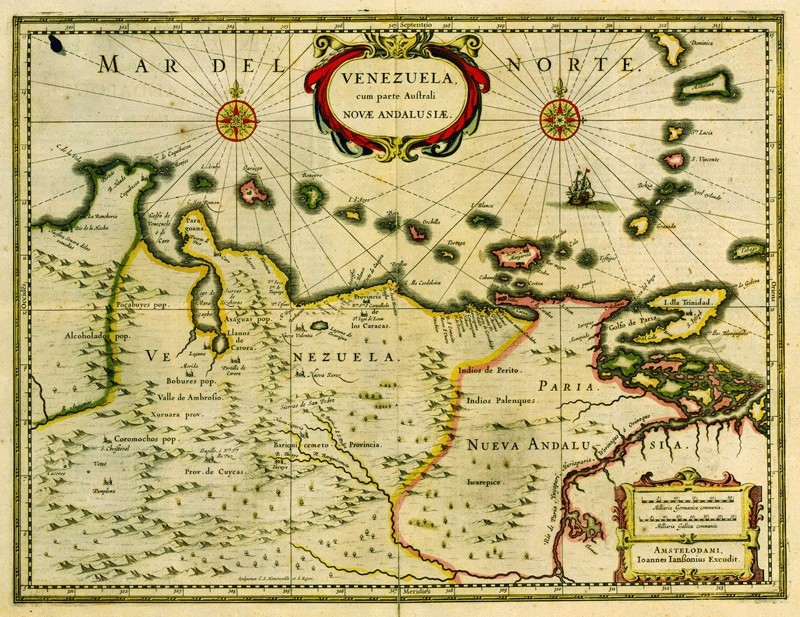
Mapa Wenezueli z 1635 r.

Nowa Andaluzja (hiszp. Nueva Andalucía) albo Cumaná – dawna prowincja imperium hiszpańskiego później Wielkiej Kolumbii i Wenezueli. Utworzona 27 maja 1568 roku z połączenia wschodnich terytoriów dzisiejszej Wenezueli, Nowej Andaluzji (powstałej w 1536 roku) i Praii do jednego podmiotu. Pierwszym gubernatorem został podróżnik Diego Hernández de Serpa. W 1777 roku weszła w skład Kapitanii Generalnej Wenezueli. Od 5 lipca 1811 część niepodległej Wenezueli.
Ostatnim gubernatorem był Joaquín Puelles Tariego.

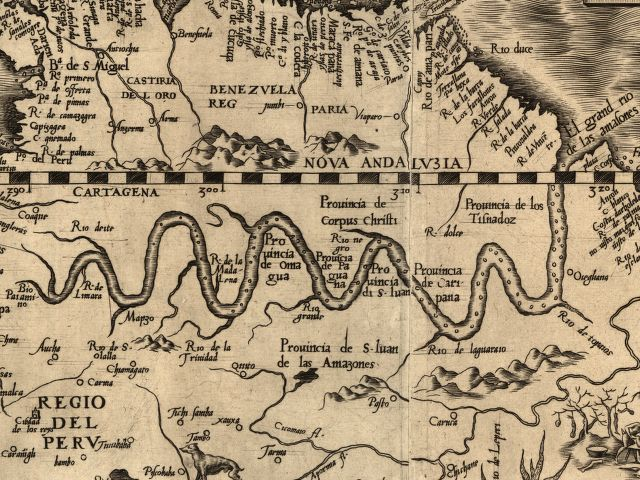
Nowa Andaluzja i Paria na hiszpańskiej mapie z 1562 roku.

W jej skład wchodziły: dzisiejsze stany Sucre, Anzoátegui i Monagas, a także część zachodniej Gujany i północnej Brazylii. Najważniejszymi miastami były Cumaná i Nowa Barcelona.